# Gracilinanus agilis
Espèce
Répartition géographique
Statut de conservation UICN

 LC  : Préoccupation mineure
Gracilinanus agilis est une espèce d'opossum de la famille des Didelphidae. Il est originaire de Bolivie, du Brésil et du Pérou.